# Tunnel
Tunnel (en hangul, 터널; romanización revisada, Teoneol), es una serie de televisión surcoreana transmitida del 25 de marzo del 2017 hasta el 21 de mayo del 2017, por medio de la cadena OCN. La serie fue creada por Choi Jin-hee y "Studio Dragon".
La serie estuvo inspirada en los asesinatos en serie ocurridos en Hwaseong, Corea del Sur.

## Historia
Park Gwang-ho, es un detective sargento de la unidad de crímenes violentos de la estación de policía de Hwayang que persigue a un peligroso asesino en serie en 1986.
Está decidido a atrapar al peligroso asesino antes de que sea demasiado tarde, sin embargo cuando lo persigue a través de un túnel, desaparece misteriosamente. Pronto Gwang-ho, se da cuenta de que ha viajado en el tiempo hasta la actualidad en 2017 y que el asesino aún anda suelto.
Después de 30 años Gwang-ho debe adaptarse a muchos cambios en la sociedad y la tecnología, fuera de su elemento con sus formas anticuadas, pronto se busca la ayuda del joven teniente detective de élite de la policía Kim Seon-jae.
Gwang-ho también se encuentra con su hija, ahora una progesora de psicología criminal y profesora universitaria.
Pronto con la ayuda de Seon-jae y Jae-yi, Gwang-ho intentará llevar finalmente al asesino en serie ante la justicia para que pague por sus crímenes.

## Reparto

### Personajes principales
| Actor         | Personaje               | Ocupación                                        | Nº de episodios | Duración |
| ------------- | ----------------------- | ------------------------------------------------ | --------------- | -------- |
| Choi Jin-hyuk | Sgt. Det. Park Gwang-ho | Sargento Detective                               | 16              | 2017     |
| Yoon Hyun-min | Tte. Det. Kim Seon-jae  | Teniente Detective                               | 16              | 2017     |
| Lee Yoo Young | Shin Jae-yi             | Profesora Universitaria y Psicóloga Criminalista | 16              | 2017     |

### Personajes recurrentes
| Actor                                    | Personaje                                                            | Ocupación                                                               | Episodios | Duración |
| ---------------------------------------- | -------------------------------------------------------------------- | ----------------------------------------------------------------------- | --------- | -------- |
| Jo Hee-bong Kim Dong-young               | Jeon Sung-sik (de adulto) Jeon Sung-sik (de joven)                   | Líder del Equipo de Crímenes Violentos (2017) Detective Corporal (1986) | -         | 2017     |
| Kim Byung-chul                           | Kwak Tae-hee                                                         | Detective del Equipo de Crímenes Violentos (2017)                       | -         | 2017     |
| Kang Ki-young                            | Song Min-ha                                                          | Detective del Equipo de Crímenes Violentos (2017)                       | -         | 2017     |
| Kim Min-sang Noh Tae Yub Choi Seung Hoon | Mok Jin-woo (de adulto) Mok Jin-woo (de joven) Mok Jin-woo (de niño) | Médico Forense (2017) / Asesino en Serie Asesino en Serie -             | -         | 2017     |
| Heo Sung-tae Ham Sung-min                | Jung Ho-young (de adulto) Jung Ho-young (de joven)                   | Asesino en Serie Estudiante / Asesino                                   | -         | 2017     |
| Cha Hak-yeon                             | Park Gwang-ho                                                        | Oficial del Equipo de Crímenes Violentos (2017)                         | -         | 2017     |
| Park Jung-hak                            | Jang Hyun-kyu                                                        | Oficial Superior del Equipo de Crímenes Violentos (2017)                | -         | 2017     |
| Nam Moon-chul                            | Leader Oh                                                            | Líder del Equipo de Crímenes Violentos (1986)                           | -         | 2017     |
| Lee Si-a                                 | Shin Yun-suk                                                         | Esposa de Gwang-ho                                                      | -         | 2017     |
| Joo Ho                                   | Oh Ji-hoon                                                           | Taxista (2017) Reportero (1986)                                         | -         | 2017     |
| Moon Sook                                | Hong Hye-won                                                         | Psicóloga / Presidente de la Universidad de Hwayang (2017)              | -         | 2017     |
| Hong Ki-joon                             | -                                                                    | Detective del Equipo de Crímenes Violentos (1986)                       | -         | 2017     |
| Kim Dong-young                           | -                                                                    | Detective del Equipo de Crímenes Violentos (1986)                       | -         | 2017     |
| Jung Suk-yong                            | -                                                                    | Forense del Equipo de Crímenes Violentos (1986)                         | -         | 2017     |
| Kim Jung-hak                             | Kim Wan                                                              | Militar / Padre de Kim Seon-jae                                         | -         | 2017     |
| Yoo Ji-soo                               | Lee Nan-young                                                        | Madrastra de Kim Seon-jae                                               | 3         | 2017     |
| Kim Seon-jae                             | Kim Seon-jae (de niño)                                               | -                                                                       | 1         | 2017     |
| Lee Da-kyung Kim Se-hee                  | Shin Jae-yi (de joven) Park Yeon-ho / Jae-yi (de niña)               | -                                                                       | -         | 2017     |
| Park Myung-shin Shin Na-ae               | Lee Seon-ok (de adulto) Lee Seon-ok (de joven)                       | Paciente Psiquiátrico Asesino                                           | -         | 2017     |
| Kim Nam-hee                              | Yoon-hui                                                             |                                                                         | 7         | 2017     |

### Antiguos personajes recurrentes
| Actor                   | Personaje                  | Ocupación                                 | Episodios | Duración | Estado | Causa                                      |
| ----------------------- | -------------------------- | ----------------------------------------- | --------- | -------- | ------ | ------------------------------------------ |
| Ahn Yong-joon           | Kim Hee-joon               | Asesino                                   | 1         | 2017     | -      | -                                          |
| Yoon Mi-hyang           | Seon-Hwa                   | Propietario de la Tienda de Confección    | 1         | 2017     | -      | -                                          |
| Seo Eun-ah              | Kim Mi-soo                 | Asesino                                   | 1         | 2017     | -      | -                                          |
| Jung Han-bi             | Yoon Young-joo             | -                                         | 1         | 2017     | Muerta | asesinada por Choi Hong-seok               |
| Jeon Jin-gi             | Kim In-hwan                | Maestro / Asesino                         | 1         | 2017     | -      | -                                          |
| -                       | Kim Ji-hoon                | Militar                                   | 1         | 2017     | Muerto | asesinado por Choi Hong-seok               |
| -                       | Choi Hong-seok             | Militar / Asesino                         | 1         | 2017     | Muerto | asesinado por Kim In-hwan                  |
| -                       | Jin Seon-mi                | -                                         | -         | 2017     | Muerta | asesinada                                  |
| Choi Myung-bin          | Yoon Soo-jeong             | Hermana Menor de Dong-woo                 | 1         | 2017     | -      | -                                          |
| Jung Soon-won           | -                          | Asesino                                   | 1         | 2017     | Vivo   | arrestado                                  |
| Jeon Jae-hyung          | Noh Young-jin              | ex-Empleado de "SAFE" / Asesino           | 1         | 2017     | Vivo   | arrestado                                  |
| Choi Won-hong           | Yoon Dong-woo              | -                                         | 1         | 2017     | Muerta | apuñalada por Noh Young-jin y su compañero |
| Song Young-jae          | Kim Tae-soo                | Asesino                                   | -         | 2017     | -      | -                                          |
| Kim Hye-yoon Jo Shi-nae | Kim Young-ja Kim Jeong-hye | -                                         | -         | 2017     | Viva   | víctima de Kim Tae-soo                     |
| Seok Bo-bae             | Seo Yi-soo                 | Esposa de Kim Wan y Madre de Kim Seon-jae | -         | 2017     | Muerta | asesinada                                  |
| Han Yeo-wool            | Hwang Choon-hee            | Miembro del Cafe Rose                     | -         | 2017     | Muerta | asesinada                                  |
| -                       | Kim Kyung-soon             | Estudiante                                | -         | 2017     | Muerta | asesinada                                  |
| -                       | Lee Jeong-sook             | -                                         | -         | 2017     | Muerta | asesinada                                  |

### Apariciones especiales
| Actor    | Personaje | Ocupación            | Episodio donde apareció | Notas |
| -------- | --------- | -------------------- | ----------------------- | ----- |
| Woo Hyun | -         | Dueño de Restaurante | 5                       | 2017  |

## Episodios
La serie está conformada por 16 episodios, los cuales son transmitidos cada sábados y domingos a las 22:00hrs (zona horaria de Corea (KST)).
La cadena OCN anunció que el drama no se transmitiría los días 6 y 7 de mayo de 2017 debido a la transmisión de las elecciones presidenciales de Corea del Sur.

## Producción
Creada por Choi Jin-hee y "Studio Dragon" y estuvo inspirada en los asesinatos en serie ocurridos en la ciudad de Hwaseong ubicada en la provincia de Gyeonggi ocurridos entre el 5 de septiembre de 1986 y el 3 de abril de 1991 donde el cuerpo de una mujer o niña era encontrado atado y asesinado.
Las filmaciones iniciaron a finales de diciembre de 2016.
La serie fue dirigida por Shin Yong-hwi y escrita por Lee Eun-mi. Originalmente la serie sería dirigida también por Kim Kyung-chul y Kim Sung-min, sin embargo por razones personales Kyung-chul se retiró a inicios de marzo de 2017 y fue reemplazado por Yong-hwi.
La producción estuvo a cargo de Kim Sung-min y Park Ji-young, con el apoyo de los productores ejecutivos Choi Kyung-sook y Kim Jin-yi. Por otro lado la cinematografía fue realizada por Choi Sung-ho y Yoo Hyuk-joon, mientras que la edición estuvo en manos de Yoo Sung-yeop, también contó con el compositor Kim Joon-seok.
El tema de inicio fue "The Leopard of Mt. Kilimanjaro" (킬리만자로의 표범) de Cho Yong-pil.
La serie fue muy bien recibida por la audiencia, obteniendo altos números de rating, rompiendo la marca que tenía el drama policíaco surcoreano Voice (보이스), como el drama original de la cadena con los más altos niveles de audiencia.
La serie contó con la compañía productora "The Unicorn" y fue distribuida por OCN (canal de televisión) (OCN).

### Emisión en otros países
La serie fue muy bien recibida y tuvo buenos ratings en China.
| País  | Cadena | Fecha de Inicio | Fecha de Finalización |
| ----- | ------ | --------------- | --------------------- |
| China | -      | 2017            | -                     |

La serie también tuvo una remake en Indonesia en 2019, también con buena recepción de la audiencia.